# NGC 419
NGC 419 là một cụm sao mở nằm cách 57.000 pc (190.000 ly) trong chòm sao Đỗ Quyên. Nó được phát hiện vào ngày 2 tháng 9 năm 1826 bởi James Dunlop. Nó được Dreyer mô tả là "khá lớn, khá sáng, tròn và sáng dần ở giữa."  Ở khoảng cách khoảng 186.000 năm ánh sáng (57.000 parsec), nó nằm trong Đám Mây Magellan Nhỏ.